# Chulum Chico Uno
Chulum Chico Uno är en ort i Mexiko.   Den ligger i kommunen Tila och delstaten Chiapas, i den sydöstra delen av landet, 700 km öster om huvudstaden Mexico City. Chulum Chico Uno ligger 957 meter över havet och antalet invånare är 400.
Terrängen runt Chulum Chico Uno är kuperad åt sydost, men åt nordväst är den bergig. Runt Chulum Chico Uno är det ganska tätbefolkat, med 65 invånare per kvadratkilometer. Närmaste större samhälle är Tila, 1,8 km nordväst om Chulum Chico Uno. I omgivningarna runt Chulum Chico Uno växer i huvudsak städsegrön lövskog.